# 小行星2118
小行星2118（2118 Flagstaff）是一颗绕太阳运转的小行星，为主小行星带小行星。该小行星于1978年8月5日发现。
該小行星以美國亞利桑那州的城市弗拉格斯塔夫命名。

## 轨道参数
小行星2118的轨道半长轴为2.5467827 UA，离心率为0.219。